# Storia dei Los Angeles Chargers

Il logo dei Chargers

I Los Angeles Chargers sono un club di football americano professionistico nato nel 1959 con sede a Los Angeles. Questa voce approfondisce la storia della franchigia dalla fondazione ad oggi.

## Anni nella AFL

Il logo dei Chargers nella AFL.

I San Diego Chargers furono fondati nel 1959 assieme ad altre sette franchigie della American Football League: Denver Broncos, Dallas Texans, Oakland Raiders, New York Titans, Houston Oilers, Buffalo Bills e Boston Patriots.
Frank Leahy, ex allenatore della squadra di football della Notre Dame University, fu nominato loro primo general manager. Gerald Courtney di Hollywood vinse una vacanza interamente pagata a Città del Messico ed Acapulco per avere suggerito il nome "Chargers" in un concorso. Nel 1960 il club iniziò a giocare nella AFL a Los Angeles; Barron Hilton, figlio del fondatore della catena di Hotel Hilton Conrad Hilton, svelò le uniformi dei Chargers, che includevano dei tuoni blu e oro sui lati del casco e sulle maniche, a un cocktail party alla residenza degli Hilton a Santa Monica. I giocatori Jack Kemp e Ron Mix furono i modelli per le nuove divise. 

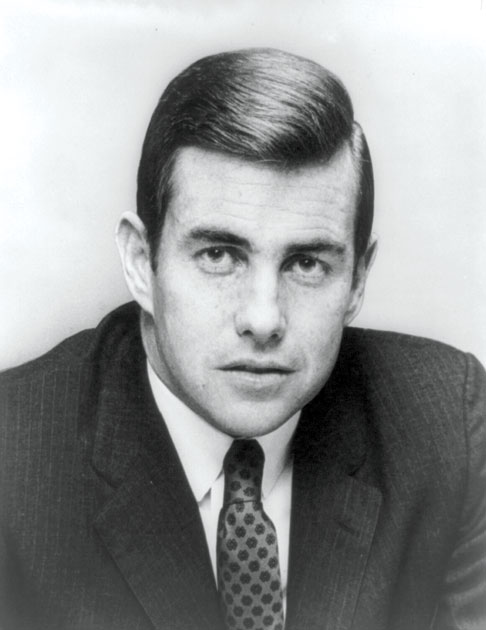
Jack Kemp fu il primo quarterback della storia dei Chargers.

Come allenatore fu nominato Sid Gillman, ex capo-allenatore dei Los Angeles Rams della National Football League, che inizialmente firmò un contratto triennale ma finì per rimanere l'unico allenatore della squadra durante i suoi dieci anni nella AFL. Gillman (87–57–6), che in seguito fu inserito nella Pro Football Hall of Fame, fu riconosciuto come un grande innovatore sul lato offensivo. Successivamente prese il doppio ruolo di allenatore e general manager dopo che Frank Leahy dovette dimettersi per problemi di salute. Nella prima partita della sua storia, la squadra rimontò uno svantaggio di 20–7 nel quarto periodo battendo Dallas per 21–20 davanti a 17.724 spettatori del Los Angeles Memorial Coliseum. Una folla di 9.928 tifosi al Coliseum vide invece superare Denver per 41–33 vincendo il titolo della AFL Western Division title. La American Broadcasting Company (ABC) detenne i diritti televisivi e mostrò in tv le gare chiave. Il 1º gennaio 1961, al Jeppesen Stadium e in diretta nazionale, Houston batté in finale i Chargers 24–16 vincendo il primo titolo della storia della lega.

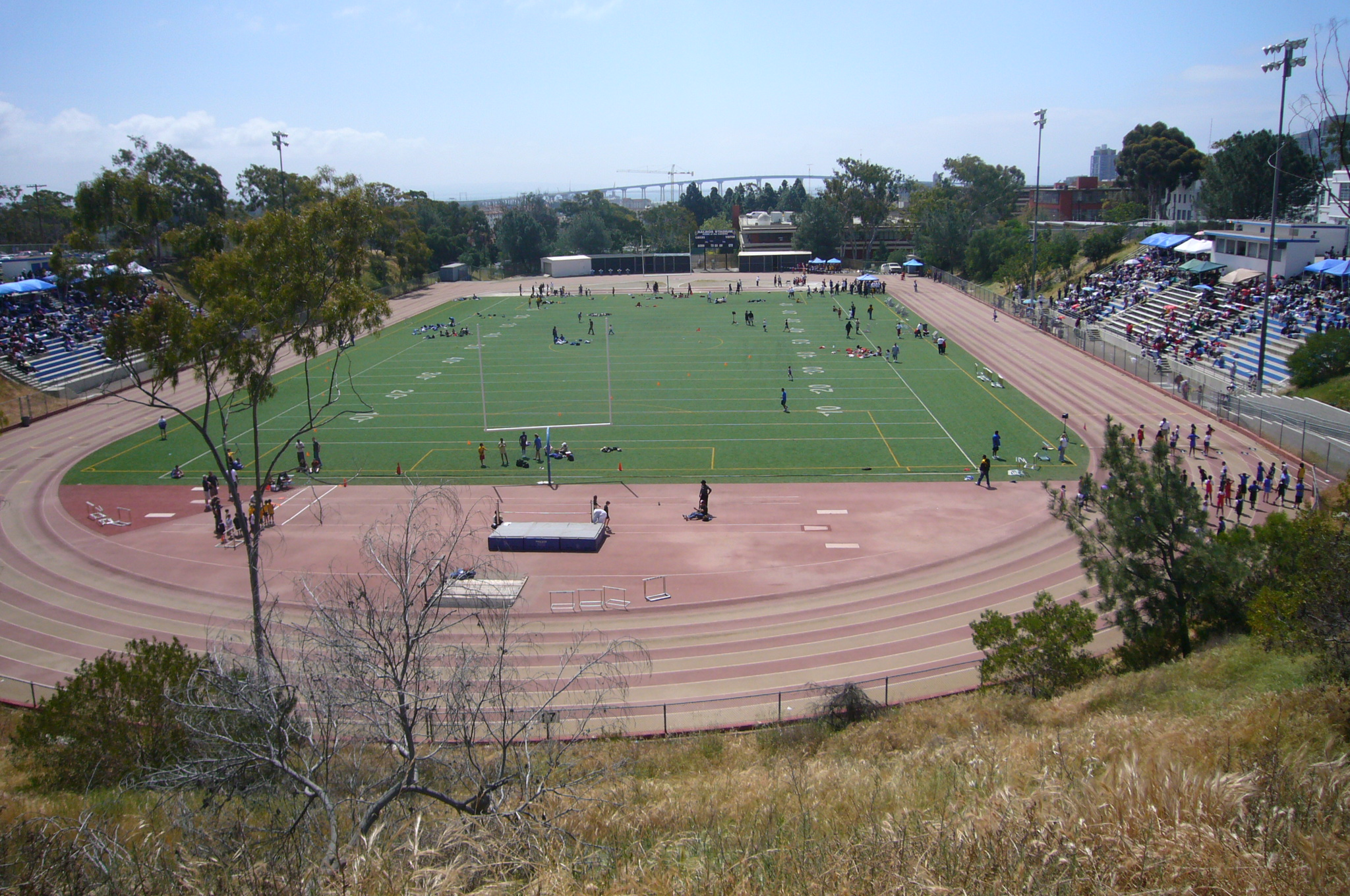
Il Balboa Stadium fu il primo stadio dei Chargers a San Diego.

La squadra disputò una sola stagione a Los Angeles, prima di trasferirsi a San Diego nel 1961. Dal 1961 al 1966 disputarono le loro gare interne al Balboa Stadium a Balboa Park. Nell'agosto 1967 si trasferirono nell'appena costruito Qualcomm Stadium (allora chiamato San Diego Stadium). Nel 1961 la difesa fece registrare un record di 49 intercetti, con la AFL che si guadagnò la fama di produrre un football spettacolare basato sugli attacchi aerei. I Chargers diedero origine al termine "Fearsome Foursome" per descrivere la loro forte linea difensiva, ancorata da Earl Faison e Ernie Ladd. Di quella frase poi si appropriarono diverse squadre della NFL. I Chagers a fine anno giunsero ancora una volta in finale, venendo ancora sconfitti da Houston per 10–3 al Balboa Stadium.
Nel 1962 la squadra precipitò a un record di 4-10, perdendo otto delle ultime nove gare a causa degli infortuni che fecero deragliare il gioco sui passaggi di San Diego. I Chargers si rifecero l'anno successivo: con otto touchdown e 183 yard corse (con due touchdown) da Paul Lowe si aggiudicarono il titolo della AFL West nella vittoria per 58-20 su Denver. Quella stagione terminò con una settimana di ritardo poiché le gare del 22 novembre furono posticipate per l'Assassinio di John F. Kennedy. In finale di campionato, Keith Lincoln guadagnò complessivamente 349 yard in attacco, coi Chargers che batterono Boston 51-10 davanti ai 30.127 tifosi del Balboa Stadium. Al 2014, questo è l'ultimo titolo professionistico di una squadra della città di San Diego.
Dopo la stagione 1963, le squadre della AFL firmarono un contratto di cinque anni con la National Broadcasting Company (NBC) per una cifra record di 36 milioni di dollari, a partire dalla stagione 1965. Nel 1964, in una partita che attirò un record AFL di 50.222 tifosi, Chargers e New York Jets pareggiarono 17-17 allo Shea Stadium di New York. Nel record di affluenza del Balboa Stadium invece (34.865 tifosi), Buffalo batté San Diego 27-24 il Giorno del Ringraziamento. Di nuovo contro i Jets, questa volta in casa, i Chargers vinsero 38-3 aggiudicandosi il quarto titolo della AFL West in cinque. Nella finale di campionato, Lance Alworth fu costretto ad abbandonare il campo per un infortunio al ginocchio, mentre il fullback Keith Lincoln uscì anch'egli nel primo quarto per un problema a una costola, con San Diego che fu battuta 20-7 da Buffalo.
Nel 1965 San Diego (9-2-3) vinse il suo quinto titolo della AFL West sconfiggendo Houston il 12 dicembre per 37-26. Paul Lowe e Lance Alworth finirono primo e secondo nel premio di giocatore dell'anno. Ancora una volta però, Buffalo batté i Chargers 23-0 nella finale del Balboa Stadium. Una nuova automobile, la "Charger," fu presentata dai dirigenti di Chrysler all'intervallo.
Nel 1966 l'AFL e la National Football League annunciarono i loro piani di fondersi nella stagione 1970, mentre Chargers e Los Angeles Rams annunciarono che avrebbero giocato tre gare di pre-stagione al San Diego Stadium, a partire dal 1967. Eugene V. Klein di Beverly Hills guidò un gruppo di 21 imprenditori che acquistò la franchigia per 10 milioni di dollari, una cifra record per il football professionistico allora. Sul campo, invece, San Diego scese al terzo posto della AFL West con un bilancio di 7-6-1.

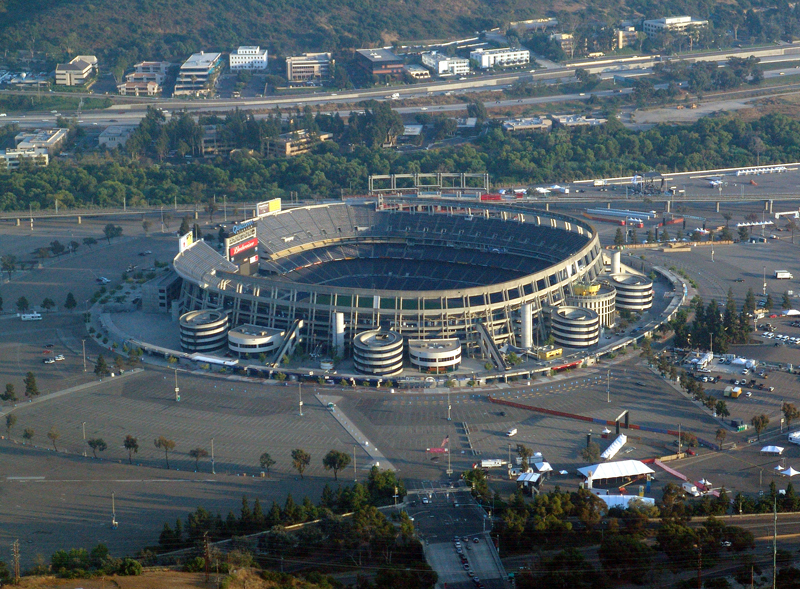
Nel 1967 la squadra passò al San Diego Stadium.

I Chargers nel 1967 si trasferirono al San Diego Stadium: nella prima gara di pre-stagione davanti a 46.000 tifosi, i Detroit Lions li batterono 38-17 nel primo incontro contro una squadra della NFL. Nel primo tutto esaurito del nuovo stadio invece, la franchigia fu battuta da Oakland 41-21. L'annata terminò con un bilancio di 8-5-1.
San Diego aprì la pre-stagione 1968 in casa facendo registrare la prima vittoria su una squadra della NFL, i San Francisco 49ers, 30-18. In una gara contro i Jets, Leslie (Speedy) Duncan stabilì un record NFL ritornando un punt per 95 yard in touchdown al San Diego Stadium. La squadra terminò terza nella West con un record di 9-5. John Hadl guidò la lega in passaggi tentati (440), completati (208), yard passate (3.473), passaggi da touchdown (27) e intercetti subiti (32).
Dopo avere perso le prime due gare della stagione 1969, i Chargers sconfissero i Jets vincitori del Super Bowl III al San Diego Stadium davanti a una folla record di 54.042. In quella gara, Lance Alworth stabilì un nuovo primato per il football professionistico, ricevendo un passaggio per la novantaseiesima partita consecutiva. Dopo altre tre vittorie seguirono quattro sconfitte consecutive, togliendo alla squadra le speranze di raggiungere i playoff. I Chargers vinsero le ultime quattro gare, terminando con un record di 8-6, sigillato da una vittoria per 45-6 su Buffalo nell'ultima gara della stagione. Charlie Waller fu nominato capo-allenatore dopo che Sid Gillman si fece da parte dopo nove partite per motivi di salute. Gillman continuò a svolgere il ruolo di general manager.

## 1970-1981
Nel 1970 i San Diego Chargers furono inseriti nella AFC West dopo la fusione tra AFL e NFL. Gli anni dopo la fusione furono difficoltosi. Charlie Waller divenne il capo-allenatore, ma, dopo avere terminato con un record di 5-6-3, si fece da parte e Sid Gillman tornò in panchina, solo per lasciare nuovamente a metà della stagione 1971, terminata con sei vittorie e otto sconfitte. Nel 1972, arrivarono in squadra Duane Thomas e Deacon Jones ma non riuscirono ad essere d'aiuto alla squadra in difficoltà che terminò ancora con un deludente 4-9-1. Nel 1973, i Chargers acquisirono dai Baltimore Colts il leggendario quarterback Johnny Unitas, ma questi era quasi quarantenne e soffriva per la quantità di infortuni accumulati in carriera. Riuscì a disputare solamente tre gare prima di essere sostituito dal rookie Dan Fouts, ma nel frattempo la squadra terminò con un bilancio di 2-11-1. La stagione 1974 fu la prima di Dan Fouts come quarterback titolare, mentre Don Woods corse oltre mille yard e la squadra terminò sul 5-9. La stagione seguente però, Woods non fu ai livelli precedenti mentre Fouts continuò a giocare male, finendo l'anno con un record di 2-12.

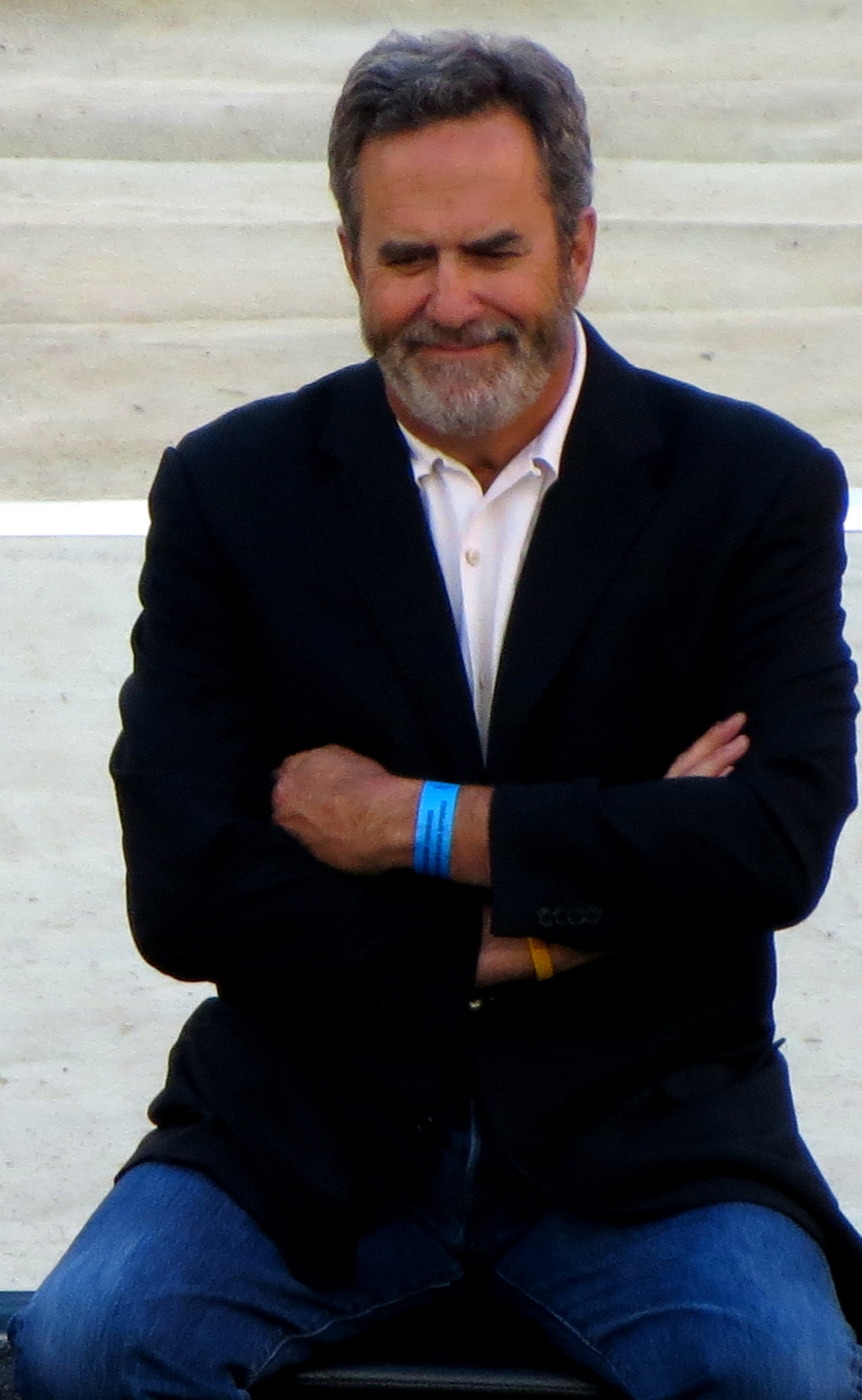
Dan Fouts.

I Chargers iniziarono la stagione 1976 ma Dan Fouts faticò ancora in campo e la squadra terminò con un bilancio di 6-8. Dopo un altro buon inizio della stagione 1977, San Diego quattro partite su cinque, portando Fouts ad essere spostato in panchina. Alla fine la stagione si concluse sul 7-7. Nel 1978 fu allargato a 16 partite stagionali. Nel debutto stagionale, i Chargers batterono i Seattle Seahawks 24-20 ma persero contro i Raiders nella gara seguente per un solo punto, cui seguì una sconfitta con Denver nella settimana 3. Tornati in casa per la settimana 4, i Chargers se la videro con i Green Bay Packers. Con una temperatura di 38 °C al calcio d'inizio, fu una delle gare più calde della storia della NFL. Sfortunatamente per i Chargers, affrontare una squadra che veniva da una delle città più fredde della NFL non fu d'aiuto, perdendo 24-3. Dopo quella debacle, il capo-allenatore Tommy Protho fu sollevato dal suo incarico. Fu sostituito dall'ex allenatore dei St. Louis Cardinals Don Coryell. La prima partita di Coryell fu in trasferta contro New England, e anche se la prestazione risultò in una sconfitta, le cose sarebbero presto cambiate per la squadra. Di ritorno a San Diego, la squadra batté i rivali di division di Denver. Coryell diede vita a attacco soprannominato "Air Coryell" con Fouts che lanciava a un trio di ricevitori come Charlie Joiner, John Jefferson e il tight end Kellen Winslow che portò la squadra a un record di 9–7, mancando per poco i playoff.
Il 1979, fu un anno di svolta per la franchigia dei Chargers, nella prima stagione di "Air Coryell" guidata da Fouts dietro il centro. Questi stabilì un record NFL con 4 partite consecutive da oltre 300 yard passate, iniziata con una in cui ne passò 303 contro gli Oakland Raiders. La squadra vinse il titolo di division e tornò ai playoff dopo 14 anni dopo avere battuto i New Orleans Saints 35-0. Nel primo turno di playoff, il club fu battuto dagli Houston Oilers per 17-14.
Nel 1980, i Chargers proseguirono sull'onda dei successi dell'anno precedente, vincendo la division con un record di 11–5, rinforzati a metà stagione dall'acquisizione del running back Chuck Muncie dai New Orleans Saints. Nei playoff, vinsero nel Divisional Round 20–14 sui Buffalo Bills. Furono eliminati a un passò dal Super Bowl XV per 34–27 dai futuri vincitori, gli Oakland Raiders.
Nel 1981, i Chargers batterono i Denver Broncos per il titolo della AFC West con un record di 10-6. Wes Chandler, un altro acquisto di metà stagione dai Saints, sostituì John Jefferson e terminò con 1.142 yard ricevute e sei touchdown, unendosi a Charlie Joiner (70 ricezioni/1.188 yard/7 td) e Kellen Winslow (88 ric/1.075 yard/10 td). Muncie fornì un gioco sulle corse di livello correndo 1.144 yard e guidando la NFL con 19 touchdown. Il rookie James Brooks contribuì anch'egli come running back e kick returner.

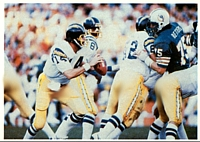
"The Epic in Miami"

Nel Divisional Round dei playoff, i Chargers batterono i Miami Dolphins 41–38 in una gara divenuta nota con il nome di "The Epic in Miami". I quarterback Dan Fouts e Don Strock dei Dolphins lanciarono entrambi più di 400 yard, Kellen Winslow ricevette 13 passaggi per 166 yard e bloccò un field goal cruciale, malgrado la disidratazione e i crampi. La gara iniziò con San Diego avanti di 24–0 ma che smarrì tutto il vantaggio all'inizio del terzo quarto. Nella finale della AFC, i Chargers affrontarono i Cincinnati Bengals. La rigida temperatura in cui le squadre si trovarono a giocare al Riverfront Stadium di Cincinnati fecero guadagnare alla squadra il soprannome di Freezer Bowl. I Bengals riuscirono a contenere l'attacco numero uno della lega vincendo per 27–7 e qualificandosi per il Super Bowl XVI.

## 1982-1988
Nella stagione accorciata per sciopero del 1982, Fouts mantenne una media di quello che è ancora un record di 320 yard passate a partita. I migliori momenti dell'annata furono la vittoria contro i campioni in carica dei San Francisco 49ers (41–37) e la vittoria su Cincinnati (50–34), con Fouts che passò oltre 400 yard in entrambe le gare. Quell'anno inoltre, Chandler, stabilì un primato NFL ancora attivo di 129 yard ricevute a partita. I Chargers tornarono ai playoff ma, dopo avere superato gli Steelers nel primo turno, furono battuti dai Dolphins 34–13 nella rivincita dell'Epic in Miami dell'anno precedente. La sconfitta segnò l'inizio di un nuovo periodo negativo per Chargers, che dal 1983 al 1991 non tornarono più nella post-season.

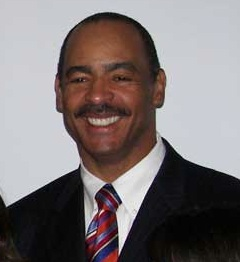
Il tight end Kellen Winslow.

Nel 1984 Klein tagliò il monte stipendi prevedendo di vendere la squadra: i defensive lineman Johnson e Kelcher finirono a San Francisco, con cui conquistarono il Super Bowl XXIV. Alex Spanos acquistò la quota di maggioranza della franchigia da Klein il 1º agosto. Quell'anno, Charlie Joiner stabilì un record NFL quando ricevette il passaggio numero 650 della carriera nel quarto periodo di una gara contro Pittsburgh. Nel 1985 la guardia Ed White stabilì il primato NFL con la gara 241 della carriera, il massimo di sempre tra gli offensive linemen. Inoltre, il minuto Lionel "Little Train" James stabilì il record della lega con 2.535 yard totali guadagnate, di cui 1.027 su ricezione che furono un primato per un running back. Al Saunders fu nominato settimo allenatore della storia dei Chargers nel 1986 dopo le dimissioni di Coryell. Nel 1987 Joiner si ritirò diventando l'allenatore dei wide receiver dei Chargers. Questi terminarono con un record di 8-7, il primo positivo dal 1982, malgrado l'aver perso sei gare consecutive. Nel 1988, Fouts si ritirò dopo 15 anni di carriera in cui stabilì 7 record NFL e 42 di franchigia, chiudendo come il maggior passatore di tutti i tempi con 43.040 yard. Il numero 14 di Fouts fu ritirato alla fine del primo tempo nel "Dan Fouts Day" a San Diego.

## 1989-1995
Nel 1989, Dan Henning, un ex quarterback dei Chargers e capo-allenatore degli Atlanta Falcons, fu nominato ottavo allenatore della storia di San Diego. Marion Butts stabilì un record di franchigia con 39 corse e un record di franchigia per un rookie con 176 yard corse nella vittoria dei Chargers per 20–13 a Kansas City. Dopo tre anni, il direttore delle operazioni del football, Steve Ortmayer fu svincolato a fine stagione e sostituito da Bobby Beathard.
L'avventura di Henning coi Chargers durò tre stagioni, fino a che Bobby Ross fu nominato capo-allenatore nel 1992, quando San Diego acquisì il quarterback Stan Humphries in uno scambio coi Washington Redskins. I Chargers persero le prime quattro gare della stagione ma vinsero 11 delle successive 12, divenendo la prima squadra della storia a qualificarsi per i playoff dopo avere iniziato con un record di 0-4, vincendo la AFC West. Ross fu nominato allenatore dell'anno da Pro Football Weekly. Nel primo turno, San Diego batté i Chiefs 17–0 ma fu eliminata dai Dolphins nel turno successivo. Nel 1993, la squadra terminò con 8 vittorie e 8 sconfitte, quarta nella division.

### 1994: campioni della AFC
Nella stagione 1994, i Chargers fecero la loro prima apparizione al Super Bowl, contro i 49ers nel Super Bowl XXIX. La stagione regolare iniziò vincendo tutte le prime sei partite, l'unica squadra a fare ciò nel 1994, e terminò con un record di 11–5. Il quarterback Stan Humphries e il wide receiver Tony Martin connetterono un passaggio da touchdown da 99 yard, pareggiando il record NFL nella vittoria sui Seattle Seahawks 27–10. La squadra vinse la AFC West Division grazie a una difesa guidata dal linebacker Junior Seau, dai defensive tackle Reuben Davis e Shawn Lee, dal defensive end Leslie O'Neal mentre i giocatori chiave dell'attacco furono il running back Natrone Means, Humphries e Martin. Nei playoff, San Diego ottenne vittoria a sorpresa contro Dolphins (22-21) e Steelers (17-13). Nella finalissima, i Chargers furono sconfitti dai favoriti San Francisco 49ers, guidati dal quarterback Steve Young (MVP con un record del Super Bowl di sei passaggi da touchdown) e dal wide receiver Jerry Rice. Beathard divenne l'unico general manager a guidare tre franchigie differenti al Super Bowl (Chargers, Dolphins e Redskins).

### 1995
Nel 1995, i Chargers non ebbero lo stesso successo della stagione precedente, ma riuscirono comunque a raggiungere i playoff con una striscia di cinque vittoria consecutive nel finale di stagione, concludendo con 9 vittorie e 7 sconfitte. Nel primo turno furono eliminati dagli Indianapolis Colts per 35–20.

## 1996-2003
Nel 1996 il running back Rodney Culver e sua moglie, Karen, furono uccisi nello schianto del volo ValuJet 592 in Florida. Culver fu il secondo giocatore a far parte del roster attivo a morire, dopo che David Griggs era morto in un incidente d'auto a Davie, Florida, undici mesi prima. Nel 1997 Ross e Beathard entrarono in conflitto, portando al licenziamento dell'allenatore e del suo intero staff. I Chargers scelsero Kevin Gilbride come loro nuovo allenatore. Gilbride, che aveva allenato Jacksonville Jaguars e Oilers, puntava su un attacco maggiormente orientato ai passaggi, un cambiamento significativo rispetto all'attacco votato al controllo del pallone di Ross. Beathard scelse nel draft il quarterback Ryan Leaf dopo che i Indianapolis Colts avevano selezionato Peyton Manning come primo assoluto nel Draft NFL 1998. San Diego scambiò diversi giocatori e scelte del draft con gli Arizona Cardinals per potere salire alla seconda scelta assoluta per assicurarsi Leaf. Questi finì però per rivelarsi una delle peggiori scelte della storia del Draft NFL. Le sue cattive prestazioni e un ancora peggiore attitudine caratteriale portarono la squadra a svincolarlo dopo la stagione 2000. Nel 1998 i Chargers terminarono con un bilancio di 5–11. Disse la safety Rodney Harrison: "Se dovessi giocare un altro anno come questo, probabilmente mi ritirerei".

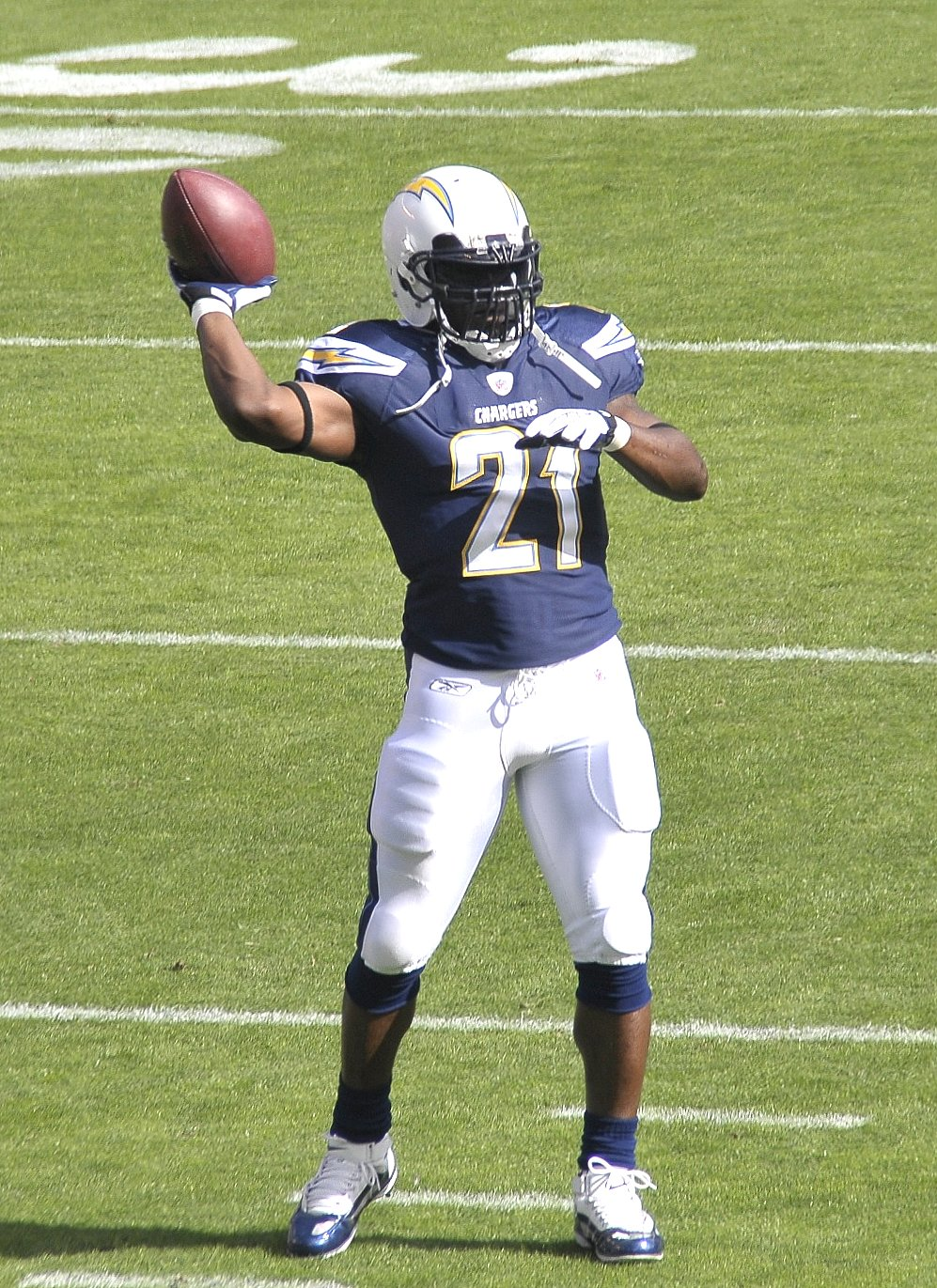
I Chargers scelsero il running back LaDainian Tomlinson nel Draft 2001.

I Chargers faticarono nella protezione sui passaggi, portando Humphries a subire diverse commozioni cerebrali e alla fine a ritirarsi. Gilbride fu sostituito dall'allenatore ad interim June Jones. Questi lasciò la squadra a fine anno, venendo sostituito da Mike Riley. Dopo l'addio di Leaf, il quarterback Jim Harbaugh, che era stato ottenuto in uno scambio dai Baltimore Ravens, divenne il titolare della squadra. Beathard si ritirò nell'aprile 2000 venendo sostituito nel gennaio 2001 John Butler, ex general manager dei Bills. Dal 1996 al 2003, i Chargers ebbero otto stagioni consecutive senza un record positivo.
Nel 2001 Norv Turner, ex capo-allenatore dei Redskins, fu nominato coordinatore offensivo da Riley. Turner importò la difesa che aveva sperimentato ai Dallas Cowboys diretti da Jimmy Johnson. La squadra firmò il quarterback ex vincitore dell'Heisman Trophy Doug Flutie come free agent e scambiò la prima scelta assoluta del Draft NFL 2001 con gli Atlanta Falcons per la loro quinta scelta assoluta e una scelta del terzo giro. Nel primo giro scelsero quindi dalla Texas Christian University il running back LaDainian Tomlinson mentre nel secondo giro il quarterback della Purdue University Drew Brees.
Assunto come sostituto di Riley, Marty Schottenheimer guidò la squadra a vincere tutte le prime quattro partite della stagione 2002. Butler morì dopo una battaglia con il cancro durata nove mesi nell'aprile 2003. A sostituirlo fu A.J. Smith, nominato vicepresidente esecutivo e general manager. Nel 2003 i Chargers scambiarono Seau coi Dolphins per una scelta del Draft NFL 2004. Seau era stato scelto per il Pro Bowl anche nella stagione precedente, per a dodicesima volta in carriera. Sempre nel 2003, Tomlinson accumulò 195 yard dalla linea di scrimmage nel finale di stagione contro i Packers, portandolo a 2.011 totali e diventando il primo giocatore nella storia della squadra e l'ottavo nella storia della NFL a far registrare due stagioni consecutive da oltre 2.000 yard tra corse e ricevute. Tomlinson divenne anche il primo giocatore nella storia della NFL a correre mille yard e ricevere cento passaggi nella stessa stagione.

## 2004-2009: l'era di Drew Brees e Philip Rivers
Anche se i Chargers avevano terminato nel 2003 col peggior record della lega alla pari con altre tre squadre, per le regole degli spareggi della lega gli era stata assegnata la prima scelta assoluta nel Draft NFL 2004. Con quella scelta, i Chargers selezionarono il quarterback Eli Manning dalla University of Mississippi, malgrado Manning avesse espresso il desiderio di giocare altrove. Il general manager dei New York Giants Ernie Accorsi, che aveva trattato per diverse settimane coi Chargers prima del draft, scelse il quarterback Philip Rivers come quarto assoluto, scambiandolo subito, assieme ad altre scelte, coi Chargers. Ci si attendeva che Rivers dovesse competere per il ruolo di quarterback titolare ma per una disputa contrattuale scioperò durante il training camp. Drew Brees, che aveva ricevuto la maggior parte degli snap durante l'assenza di Rivers, mantenne così il posto da titolare. La squadra tornò ai playoff nel 2004, vincendo la propria division con un record di 12–4. Nel primo turno della post-season furono eliminati ai supplementari dai Jets per 20-17. Malgrado il deludente finale, Marty Schottenheimer fu nominato miglior allenatore dell'anno, mentre Brees vinse l'NFL Comeback Player of the Year Award.

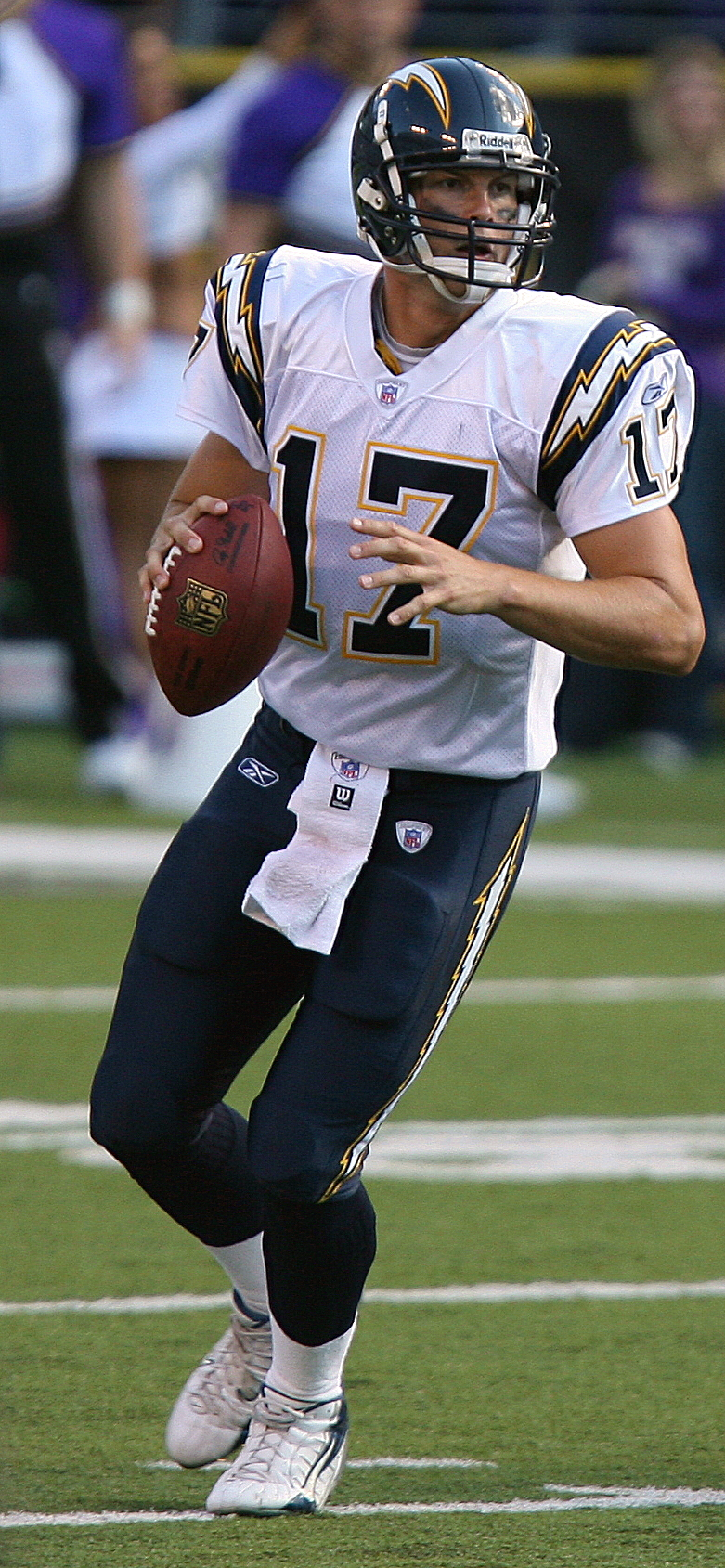
Philip Rivers nel 2006.

Nel Draft NFL 2005, i Chargers scelsero il linebacker Shawne Merriman con la scelta acquisita l'anno precedente dai Giants. A fine anno, Merriman fu premiato come rookie difensivo dell'anno e fu convocato per il Pro Bowl. Con l'altra chiamata del primo giro, la squadra scelse il defensive tackle Luis Castillo. San Diego iniziò la stagione senza il tight end Antonio Gates, sospeso da Smith per due partite per avere scioperato durante il training. Il 2005 vide LaDainian Tomlinson terminare la sua striscia di partite consecutive con almeno un touchdown segnato. Nell'ultima gara dell'anno, i Chargers persero con i Broncos, con Brees che si slogò una spalla, terminando con un record di 9-7. Brees, il cui contratto scadde a fine stagione, lasciò la squadra per firmare con i New Orleans Saints.

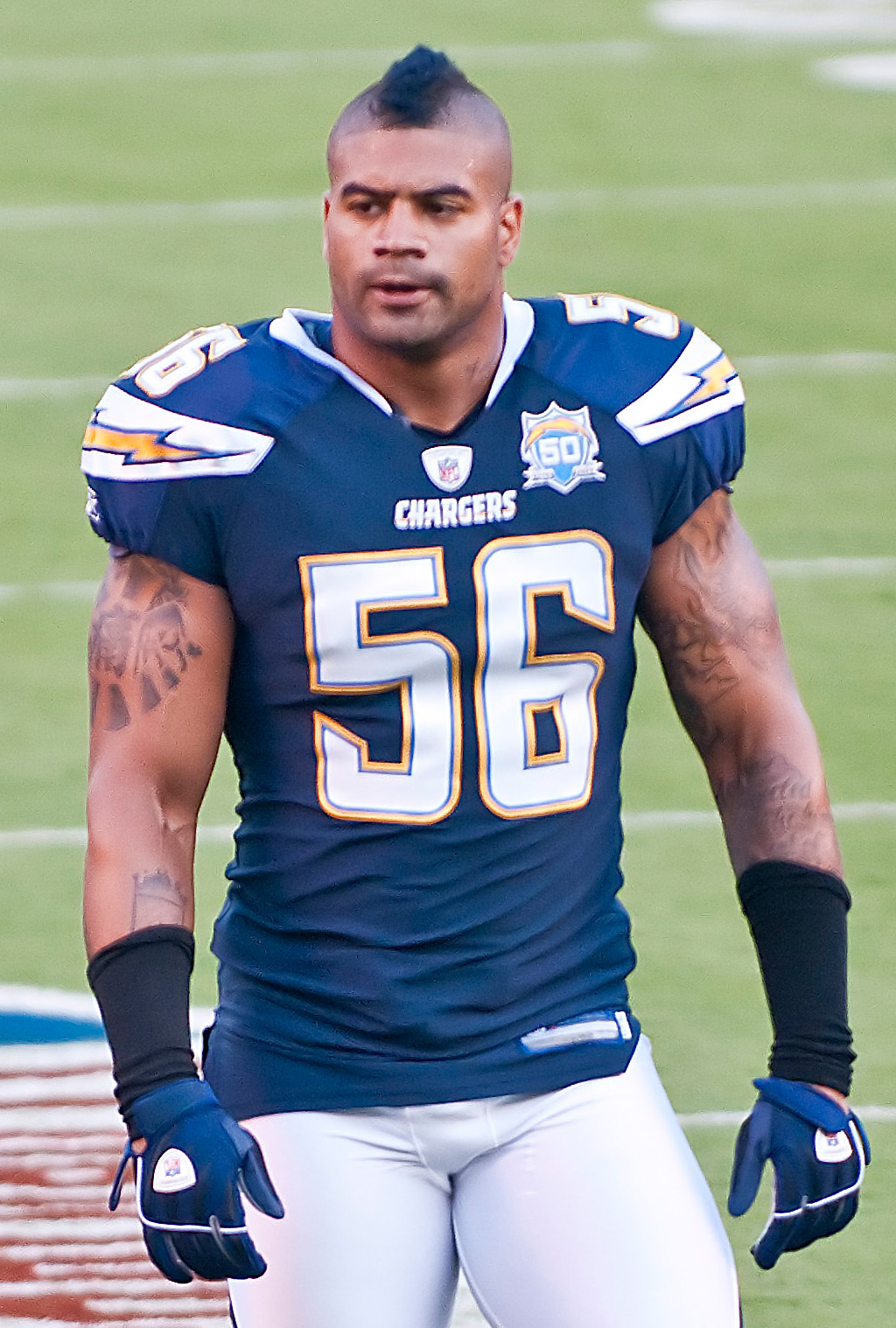
Shawne Merriman guidò la NFL in sack nel 2006.

Il 2006 vide i Chargers stabilire un nuovo primato di franchigia con 14 vittorie, mentre Tomlinson ebbe la miglior stagione a livello statistico della carriera, guidando la lega con 1.815 yard corse e stabilendo un record NFL con 31 touchdown segnati. Tuttavia, la squadra fece nuovamente poca strada nei playoff, sprecando un vantaggio nel quarto periodo e perdendo per 24–21 contro i New England Patriots. A fine anno vi furono diversi avvicendamenti nello staff degli allenatori: il coordinatore offensivo Cam Cameron divenne il nuovo capo-allenatore dei Miami Dolphins, mentre il coordinatore difensivo Wade Phillips passò ad allenare i Dallas Cowboys. Dopo delle brevi difficoltà nel riempire questi vuoti, il proprietario Dean Spanos licenziò Schottenheimer, concludendo la lotta tra questi e il general manager A.J. Smith, sostituendolo con Norv Turner.
La stagione 2007 iniziò con un deludente record di 1–3 ma la squadra si riprese vincendo sei gare consecutive e terminando con un saldo di 11-5 e la vittoria nel titolo di division. Nei playoff fecero più strada dell'anno precedente, ma furono ancora eliminati dai Patriots nella finale della AFC.
Dopo avere battuto i Tampa Bay Buccaneers il 21 dicembre 2008, i Chargers si trovarono su un record di 7–8, una gara in ritardo rispetto ai Denver Broncos. La sconfitta di Denver contro i Buffalo Bills quella stessa giornata creò le basi per la resa dei conti in prima serata tra Denver e San Diego per la vittoria del titolo di division e un posto nei playoff. San Diego finì col battere in modo convincente Denver per 52–21. Il 3 gennaio 2009, i Chargers batterono gli Indianapolis Colts 23–17 ai supplementari, qualificandosi per il turno successivo, dove furono eliminati dai Pittsburgh Steelers.

### 2009
I Chargers iniziarono la stagione 2009 con un record di 2-3, una tendenza che si ripeté nell'era Norv Turner (1–3 nel 2007 & 2–3 nel 2008). I Broncos invece iniziarono con un record di 6-0. La division sembrò perciò quasi chiusa e i tifosi chiesero la testa di Turner dopo le cattive prestazioni contro Oakland e Pittsburgh. Tuttavia, come era già accaduto nella gestione Turner, giocarono il loro miglior football nel finale della stagione regolare. Fu una stagione di continuo miglioramento per Philip Rivers e il gioco sui passaggi, con LaDainian Tomlinson che fu più il centro dell'attacco. Rivers passò 4.254 yard (8º nella lega), 28 TD (6º alla pari), 8,8 yard per tentativo (1º), completò 64 passaggi da più di 20 yard (1º), con solo nove intercetti (4º nei quarterback con almeno 400 passaggi) e un 104,4 di passer rating (3º, battuto solo da Drew Brees & Brett Favre). La squadra vinse il quarto titolo di division consecutivo, superando i Denver Broncos con un convincente 32–3 a Denver. La stagione regolare terminò con 11 vittorie consecutive e un 13-3 di record finale. I Chargers furono così qualificati direttamente al secondo turno di playoff ma furono subito estromessi in casa dai Jets 17–14.

## 2010–2012: Fine dell'era Norv Turner/AJ Smith

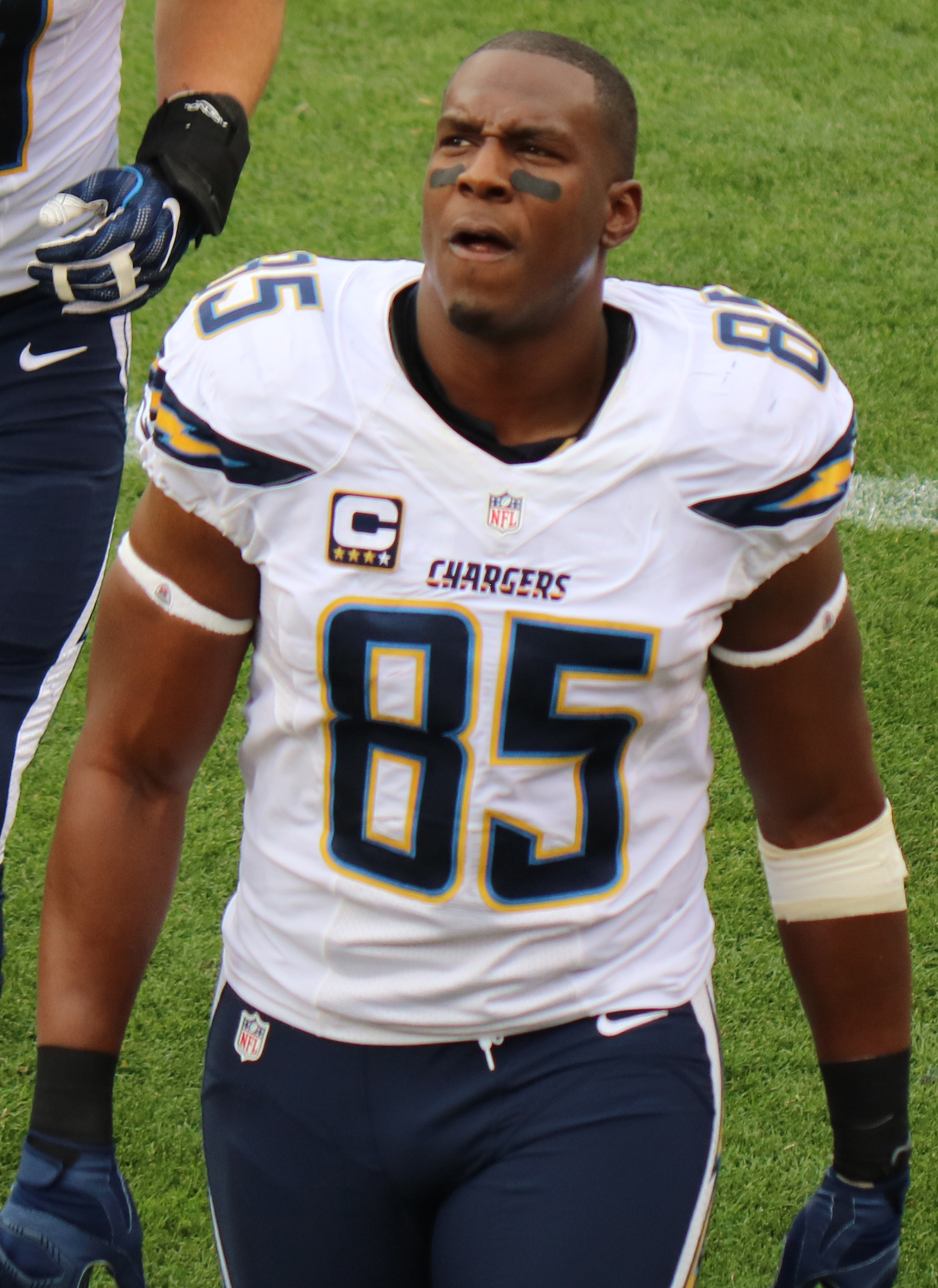
Il tight end Antonio Gates.

### 2010
Il 2010 fu la prima stagione senza LaDainian Tomlinson dal 2000 (lasciato partire dalla dirigenza a causa del suo oneroso contratto, finì col guidare i Jets in corse con 914 yard). La stagione partì di nuovo lentamente, questa volta con un record di 2–5. Ancora una volta la squadra tentò di invertire la rotta, vincendo quattro gare consecutive. San Diego incappò però in una sconfitta contro Oakland ma ebbe comunque una possibilità di vincere il quinto titolo di division consecutivo, sprecata però con una sconfitta contro i Bengals. La stagione terminò con un record di 9-7 e per la prima volta fuori dai playoff dal 2005, diventando solamente la seconda squadra della storia a potere vantare il miglior attacco e non raggiungere la post-season. Philip Rivers ebbe un'altra stagione notevole, guidando la NFL con un record in carriera di 4.710 yard.

### 2011
I Chargers partirono bene nel 2011, vincendo quattro delle prime cinque gare. Seguirono però sei sconfitte consecutive e infortuni sia alla linea offensiva che a quella difensiva. La vittoria tornò il 5 dicembre contro i Jacksonville Jaguars, un'altra squadra in difficoltà. Iniziò così una striscia di tre vittorie consecutive. Una sconfitta per 38–10 coi Detroit Lions fece scivolare la squadra a un record di 7–8, mancando matematicamente i playoff, malgrado la vittoria sui Raiders all'ultima giornata.

### 2012
Il 10 settembre, i Chargers iniziarono la stagione con il piede giusto, battendo in trasferta gli Oakland Raiders per 22-14. Nella settimana 4 i Chargers si portarono su un record di 3-1 con la vittoria sui Chiefs. Dopo una sconfitta coi Saints, nella settimana 6, i Chargers sprecarono un vantaggio di 24-0 sui Denver Broncos alla fine del primo tempo nel Monday Night Football, perdendo 35-24. Tra la settimana 5 e la settimana 13, i Chargers persero tutte le partite tranne quella coi Chiefs, la peggior squadra della lega quell'anno. Una striscia di 4 sconfitte consecutive si interruppe nella settimana 14 superando gli Steelers.
Con la sconfitta contro i Panthers nella settimana 15, per i Chargers e Rivers giunse l'ufficialità della prima stagione con un record negativo dal suo arrivo nella franchigia. L'annata si chiuse con sette vittorie e nove sconfitte e sia Smith che Turner vennero licenziati.

## 2013-2016: gli anni di Mike McCoy

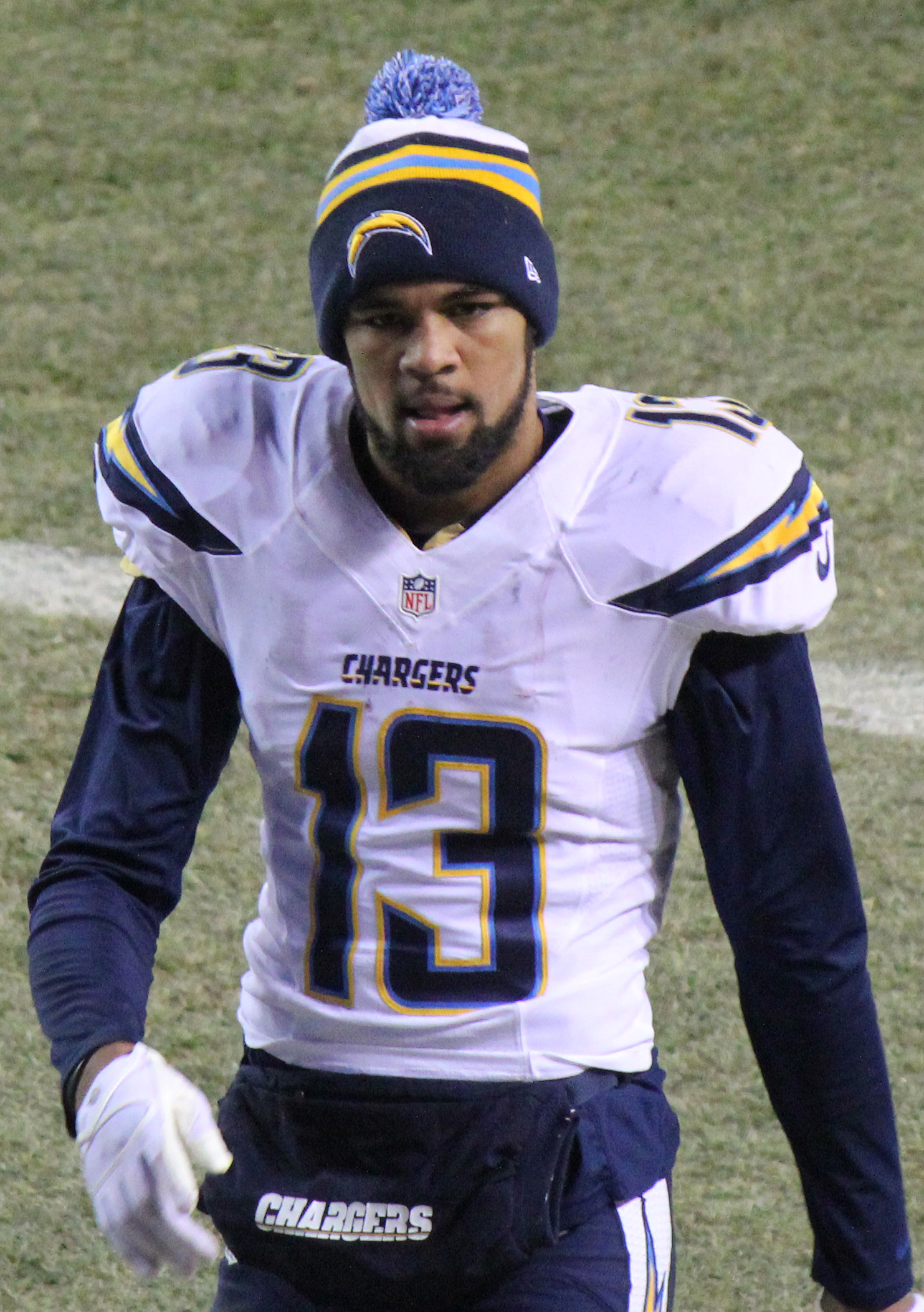
Keenan Allen fu uno dei migliori rookie della stagione 2013.

### 2013
Il 9 gennaio 2013, i Chargers annunciarono Tom Telesco come nuovo general manager. Sei giorni dopo, l'ex coordinatore offensivo dei Broncos, Mike McCoy, fu designato come nuovo capo-allenatore, con Ken Whisenhunt come coordinatore offensivo. La squadra scelse D.J. Fluker, Manti Te'o e Keenan Allen nei primi tre giri del draft.
I Chargers iniziarono la stagione alternando vittorie e sconfitte, trovandosi su un record di 4-3 prima della settimana di pausa. Al ritorno in campo seguirono però tre sconfitte consecutive. Quando la corsa per i playoff sembrava ormai compromessa, la squadra riuscì a vincere cinque delle ultime sei gare, inclusa l'ultima ai supplementari coi Chiefs che la portò a un record di 9-7 e all'ultimo posto disponibile nei playoff. Rivers si riprese dall'annata negativa precedente passando oltre 4.400 yard con 32 touchdown e soli 11 intercetti, venendo premiato come NFL Comeback Player of the Year. Keenan Allen ricevette oltre mille yard e batté il record di franchigia di Tomlinson per ricezioni da parte di un rookie, imponendosi come uno dei migliori debuttanti della stagione.
Nel primo turno di playoff i Chargers affrontarono in trasferta i Cincinnati Bengals, i quali erano stati l'unica squadra a concludere la stagione regolare imbattuta in casa. San Diego, dopo aver terminato in svantaggio il primo tempo, sovvertì i pronostici grazie a un parziale di 20-0 nel secondo tempo, andando a vincere per 27-10. La stagione di San Diego si concluse la domenica successiva con la sconfitta in casa dei Broncos, numero 1 del tabellone della AFC.

### 2014
Dopo avere iniziato la stagione in maniera positiva, inclusa una striscia positiva di cinque vittorie consecutive tra settembre e ottobre, i Chargers furono rallentati da una serie di infortuni a giocatori chiave, terminando con un bilancio 9-7. A differenza dell'anno precedente però, ciò non fu sufficiente a raggiungere i playoff. La squadra vinse due delle ultime cinque gare, rimontando svantaggi in doppia cifra, riuscendo a rimanere in lotta per un posto nella post-season all'alba dell'ultima sfida. Sarebbe bastata una vittoria ma San Diego fu sconfitta e chiuse la sua stagione fuori dai playoff per la quarta volta nelle ultime cinque annate. Rispetto al 2013, la squadra scese in punti (da 12ª nella lega a 17ª), yard (da 5ª a 18ª), primi down (da 3ª a 15ª), yard nette per passaggio (da 2ª a 8ª), yard corse (da 13ª a 30ª) e yard per corsa (da 21ª a 31ª).

### 2015

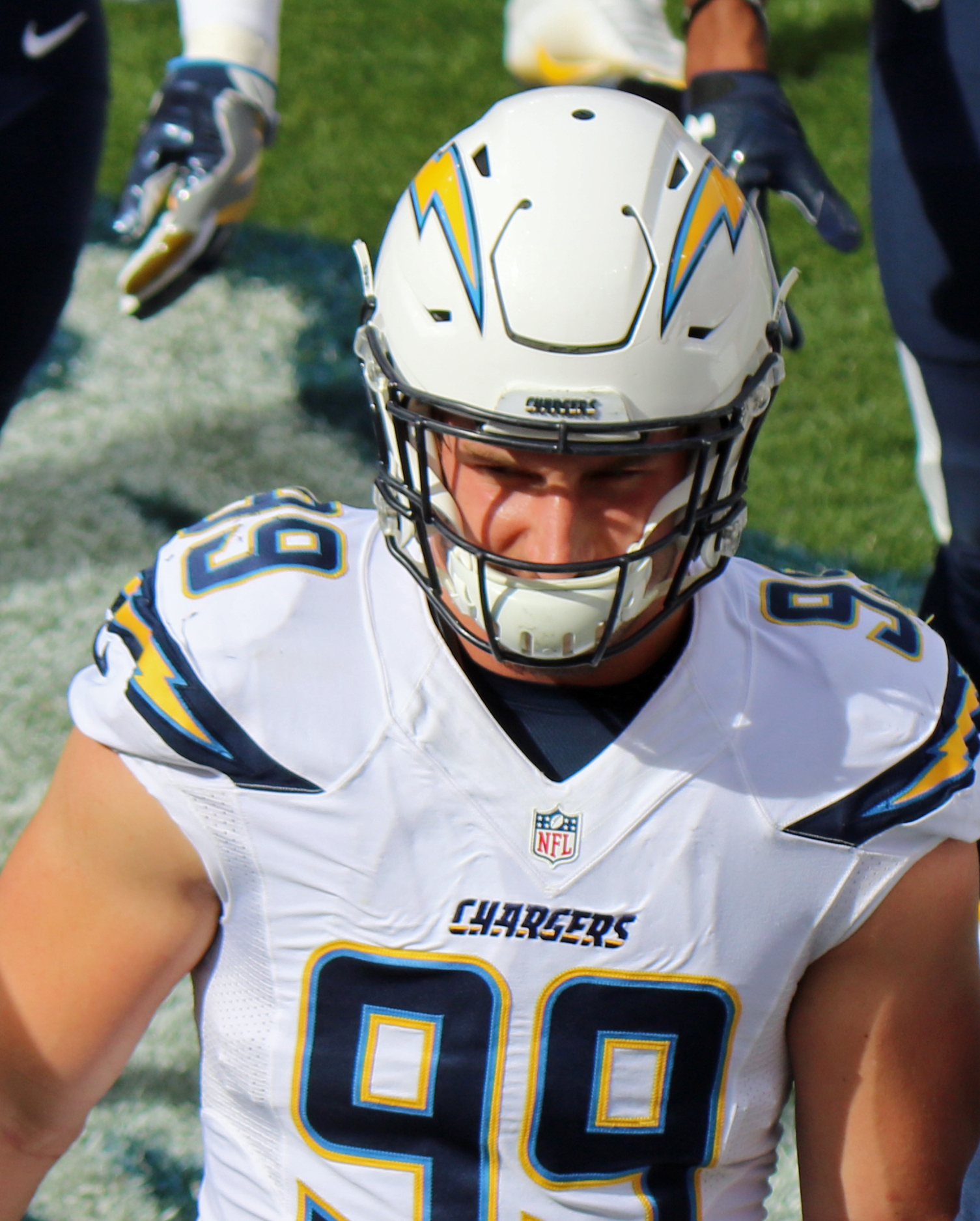
Nel 2016 Joey Bosa fu premiato come rookie difensivo dell'anno

Nel Draft 2015, i Chargers scelsero nel primo giro il running back Melvin Gordon. L'annata iniziò con una vittoria in casa sui Detroit Lions in casa, cui seguirono due rovesci esterni contro Cincinnati Bengals e Minnesota Vikings prima di battere i Cleveland Browns con un field goal all'ultimo secondo. Dopo una partenza con un record di 2-2, i Chargers persero le successive sei partite, scendendo a 2-8. Molte di quelle gare furono sfide equilibrate ma i Chargers ebbero sempre la peggio. La striscia negativa ebbe termine in trasferta contro i Jacksonville Jaguars. L'annata si chiuse con un record negativo di 4 vittorie e 12 sconfitte.

### 2016
La stagione 2016 fu contraddistinta dagli ultimi tentativi di mantenere la squadra a San Diego e fu anche l'ultima per il capo-allenatore Mike McCoy. Nel Draft 2016 i Chargers scelsero come terzo assoluto il defensive end Joey Bosa che, dopo una disputa contrattuale e un infortunio a un tendine del ginocchio, saltò le prime quattro partite ma una volta sceso in campo finì col guidare tutti i debuttanti con 10,5 sack, venendo premiato come rookie difensivo dell'anno. Quella fu una delle poche note positive della stagione dei Chargers, assieme all'esplosione di Melvin Gordon dopo un primo anno sotto la media. Nella prima partita, malgrado un vantaggio di 21-3 alla fine del primo tempo a Kansas City contro i Chiefs, la squadra perse 33-27 ai supplementari. La stagione si concluse con bilancio di 5-11, con il punto più basso rappresentato dall'avere concesso ai Browns la loro unica vittoria stagionale nel penultimo turno.

## 2017-presente: ritorno a Los Angeles
Il 12 gennaio 2017, il proprietario della franchigia Dean Spanos annunciò il ritorno della squadra a Los Angeles. Il giorno successivo, Anthony Lynn fu scelto come nuovo capo-allenatore, il primo afroamericano in 56 anni di storia della squadra.